# Zlatni Kamik
Zlatni Kamik je hrid u Jadranskom moru, na hrvatskom dijelu Jadrana. Nalazi se uz južnu obalu otoka Svetca, točnije oko 40 metara od njegove najjužnije točke. Površina hridi je 1132 m2, a najviši vrh je na 12 m/nm.